# Tsutomu Koyama
Pour les articles homonymes, voir Koyama.
Tsutomu Koyama (小山 勉, Koyama Tsutomu), né le 26 juillet 1936 à Sakaide et mort le 2 juillet 2012 à Odawara, est un joueur japonais de volley-ball. Il a notamment gagné une médaille de bronze aux Jeux olympiques d'été de 1964 avec l'équipe du Japon.